# محمد أيمن عاشور
محمد أيمن عاشور هو سياسي مصري يشغل منصب وزير التعليم العالي والبحث العلمي منذ أغسطس 2022 خلفاً لخالد عبد الغفار.

## التأهيل العلمى
- حاصل على الدكتوراه عام 1993 من معهد العمارة في موسكو بروسيا في فلسفه العمارة والإسكان.[3]
- حاصل على دبلوم الدراسات العليا في التخطيط الحضرى والإسكان من معهد دراسات الإسكان بتردام بهولندا عام 1985.[4]
- حاصل على ماجستير العلوم الهندسيه عام 1986 من كليه الهندسة جامعه عين شمس.
- حاصل على بكالوريس الهندسة عام 1982 كليه الهندسة جامعه عين شمس.

## المسيرة المهنيه
- شغل منصب نائب وزير التعليم العالي في الفترة من 22 ديسمبر 2019 إلى أغسطس 2022[5]
- عميد كلية الهندسة جامعة عين شمس أكتوبر 2014 .[6]
- وكيل كلية الهندسة جامعة عين شمس لشئون الدراسات العليا والبحوث في الفترة من يناير 2013 إلى أكتوبر 2014.[7]
- أستاذ العمارة والتخطيط العمراني بكلية الهندسة جامعة عين شمس منذ عام 2005.

## عضويات
- عضو المجلس الأعلى للتخطيط والتنمية العمرانية برئاسة السيد رئيس الوزراء عام 2014، وهو المجلس المسئول عن وضع استراتيجيات وخطط التنمية العمرانية المستقبلية.[8]
- رئيس اللجنة الفنية لمتابعة المشروعات القومية الخاصة بإنشاء جامعات ومؤسسات تعليمية وبحثيه عام 2018.[9]
- عضو مجلس إدارة المركز الطبي لسكك حديد مصر في الفترة من 2013 إلى 2017.
- عضو مجلس إدارة جمعية الإرتقاء بالبيئة العمرانية لتطوير العشوائيات.
- عضو اللجنة الفنية العلمية العليا للجهاز القومي للتنسيق الحضاري منذ عام 2016.[10]
- إستشاري مشروعات تطوير الأقصر وتحويلها إلى متحف عالمي مفتوح.[11]
- إستشاري مشروع تطوير طريق الكباش وتطوير ساحة الكرنك.
- إستشاري مشروعات التنمية الشاملة لمحافظات (البحيرة (رشيد) – مدينة 6 أكتوبر – البحر الأحمر (الغردقة)- الإسماعيلية).[12]